# Померанье (платформа)
Помера́нье — железнодорожная платформа на московском направлении Санкт-Петербургского отделения Октябрьской железной дороги. Располагается в северо-восточной оконечности деревни Померанье Тосненского района Ленинградской области, в 800 м к северо-востоку от автодороги М10.
В 500 м к северу от платформы расположен посёлок Керамик.
К юго-востоку от платформы находится автомобильный путепровод над путями.
Имеет две высокие платформы, смещённые вдоль путей против хода поездов. Между платформами расположен пешеходный переход через пути. Билетных касс и зала ожидания нет.
На платформе останавливается большинство проходящих через неё электропоездов. Поезда из Санкт-Петербурга прибывают к первой платформе, на Санкт-Петербург — ко второй.

## История
Приёмный дом и площадка для пассажиров (остановочный пункт) близь Яма-Померания (на Московском шоссе) были открыты в 1 (13) ноября 1851 года под названием Померанская в составе Санкт-Петербурго-Московской железной дороги, приказом МПС № 227 от 21 декабря 1850 года утверждено название остановочного пункта.	С 8 (20) сентября 1855 года остановочный пункт в составе Николаевской железной дороги.
В 1863 году получил нынешнее название. В 1864 и 1888 году произведена переделка и удлинение платформ, в 1915 году капитально отремонтировано пассажирское здание с увеличением на 12 кв.саж. и перепланировкой служебных помещений.
Согласно «Спутнику по русским железным дорогам» за 1876 год остановочный пункт был переведён в статус полустанции, на 1890 год Померанье числится как станция 4 класса.
В 1898 году устроен подъездной путь в балластьер г-жи Раленбок длиной 9 вёрст, у деревни Коколаврик. На довоенных картах путь показан как разобранный, на современных снимках чётко видно остатки насыпи данного подъездного пути.
С 27 февраля 1923 года станция в составе Октябрьской железной дороги. Приказом НКПС № 1028 от 20 августа 1929 года станция в составе Октябрьских железных дорог.
С 1936 года станция в составе Октябрьской железной дороги.
Согласно тарифному руководству № 4 от 1947 года, станция производит операции по приёму и выдачи только повагонных грузов, допускаемых к хранению на открытых площадках. Согласно тарифному руководству № 4 от 1965 года на станции только производится продажа билетов на все пассажирские поезда, приём и выдача багажа, а согласно тарифному руководству № 4 от 1985 года приём и выдача багажа не производится. На 1989 год станция переведена в статус остановочного пункта.
В 1975 году присвоен код ЕСР № 06111. С 1985 года новый код АСУЖТ (ЕСР) № 042338.

В 1982 году станции присвоен код Экспресс-2 № 34144.С 1994 года новый код Экспресс-3 № 2004144.

## Фотографии

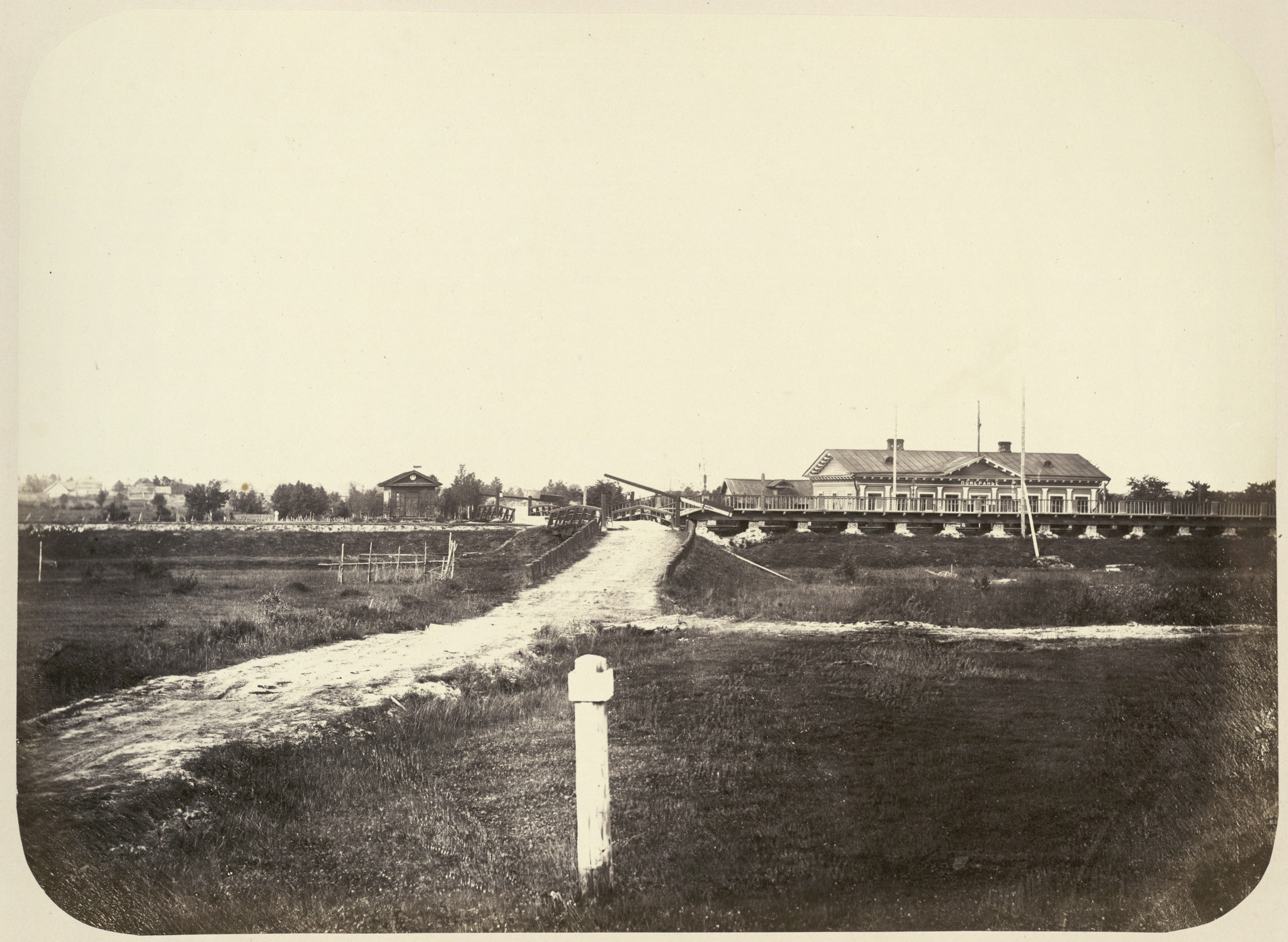
Остановочный пункт («приёмный пассажирский дом») Померанье. Около 1860 г.
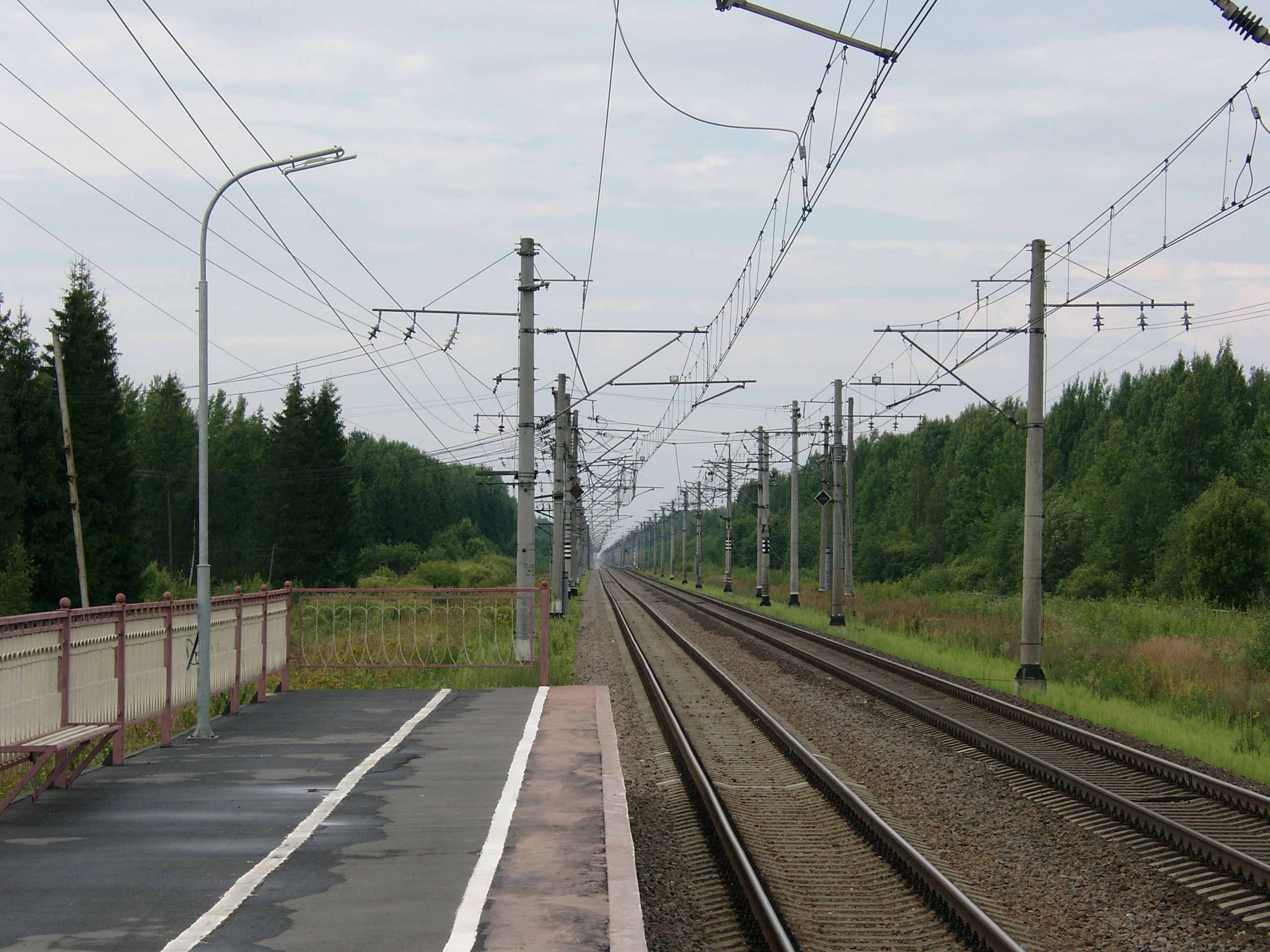
Вид в северо-западном направлении, в сторону ст. Любань
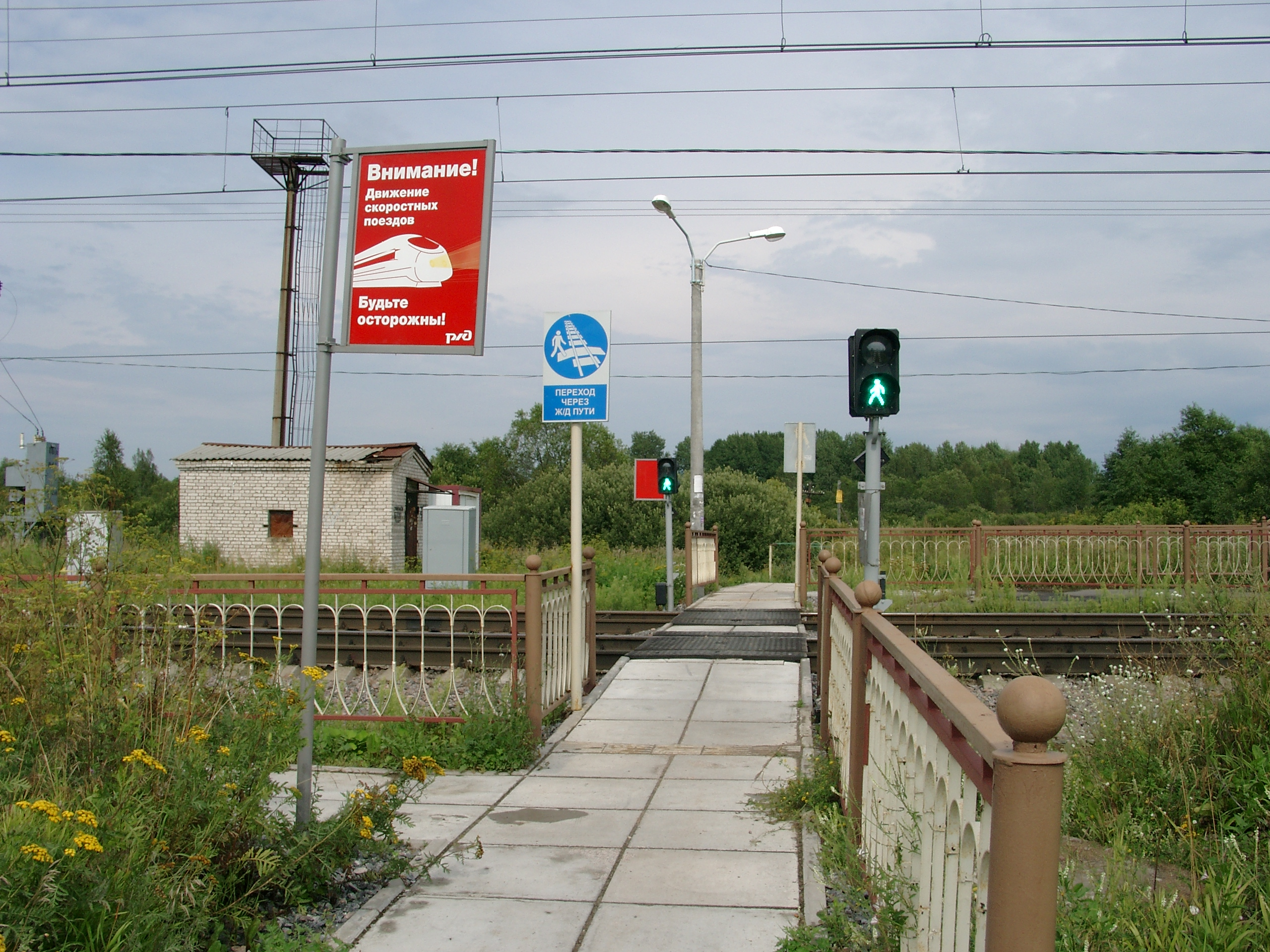
Пешеходный переход через пути
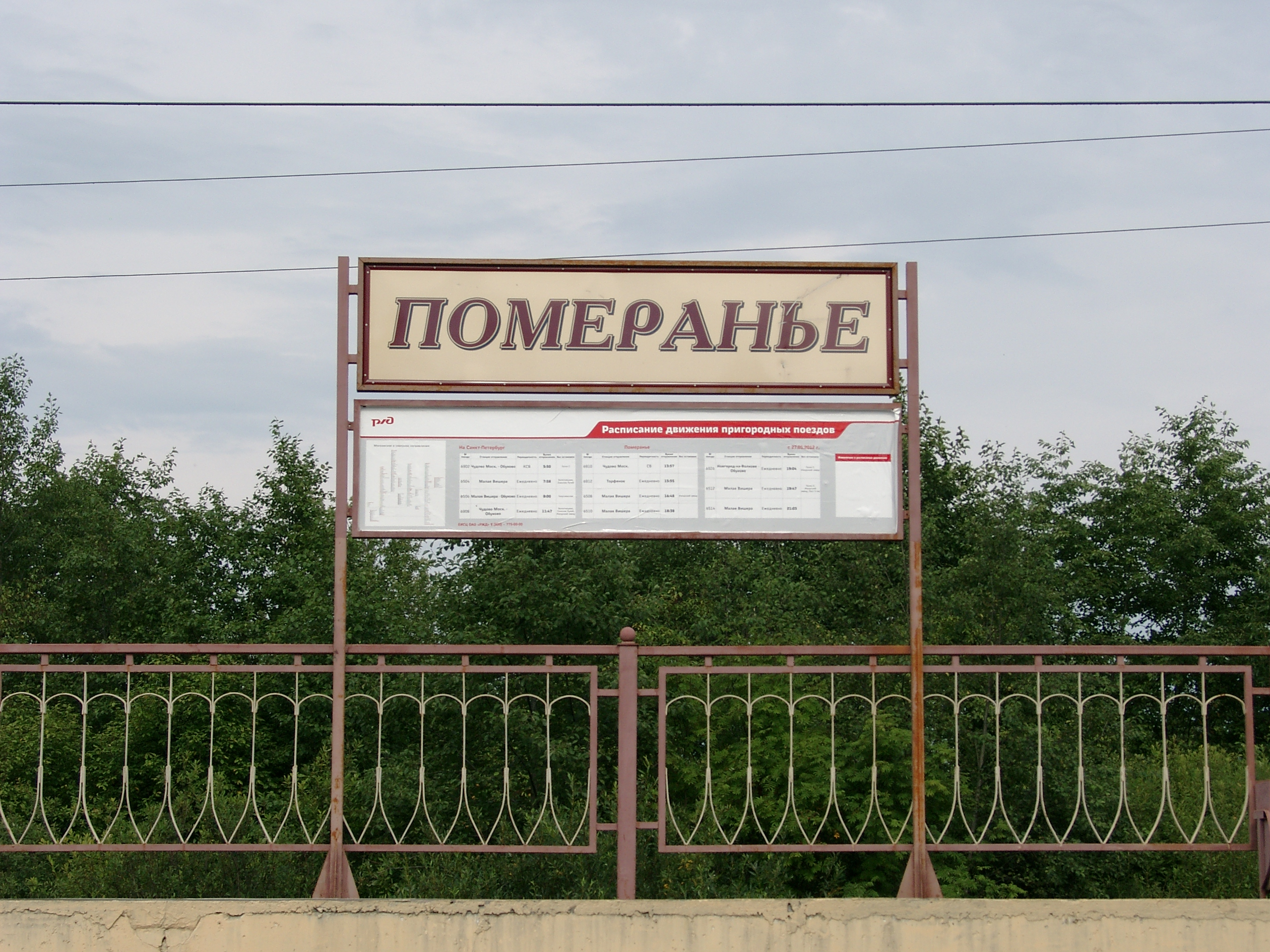
Указатель с названием платформы
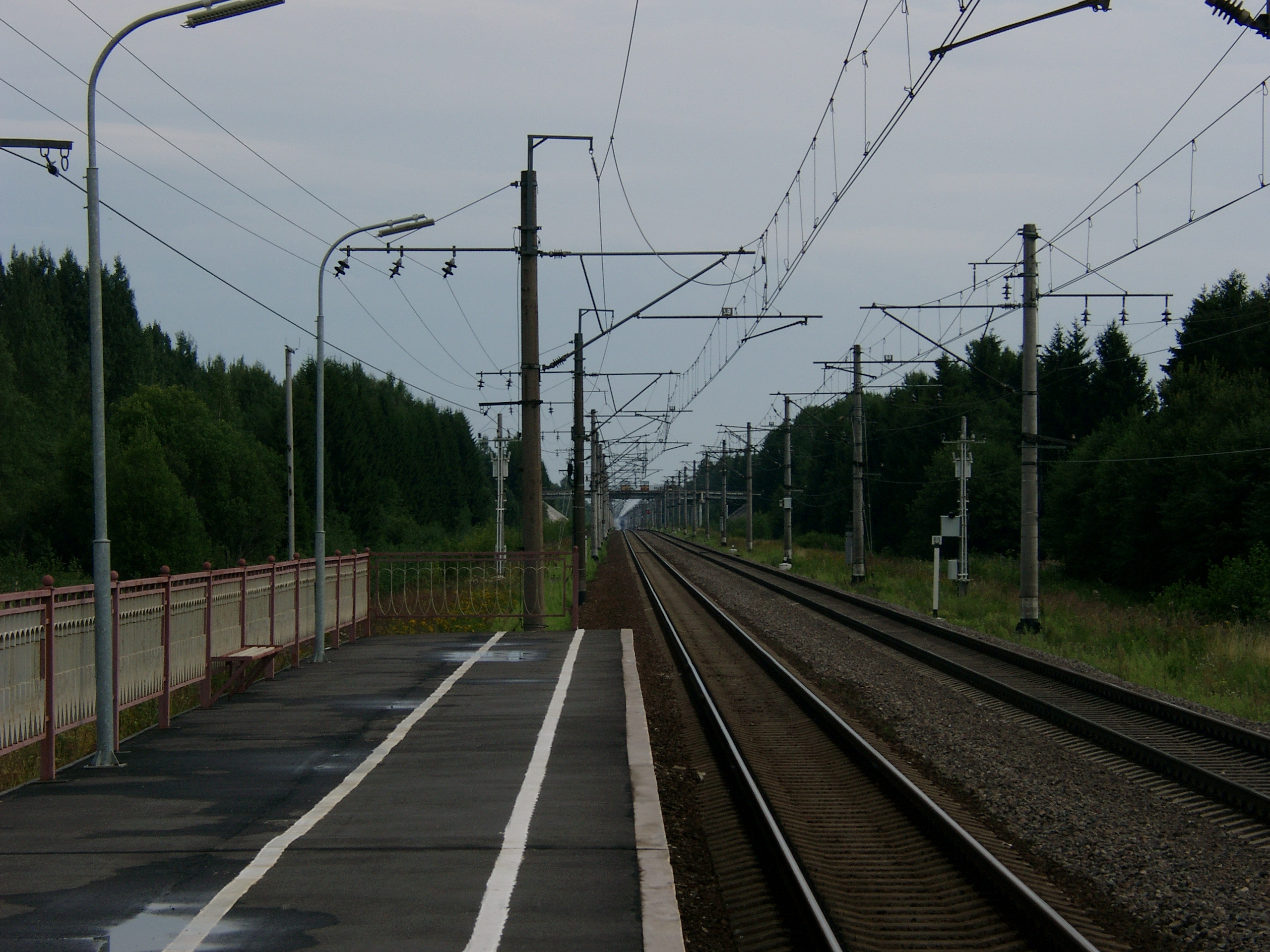
Вид в юго-восточном направлении, в сторону пл. Трубниково

### Расписание электропоездов
- Расписание электропоездов на сайте СЗППК
- Расписание пригородных поездов. Яндекс.Расписания.
- Расписание пригородных поездов на tutu.ru